# Cezary Kwiatkowski
Cezary Andrzej Kwiatkowski – polski agronom, dr hab. nauk rolniczych, profesor Katedry Herbologii i Technik Uprawy Roślin, oraz prodziekan Wydziału Agrobioinżynierii Uniwersytetu Przyrodniczego w Lublinie.

## Życiorys
W 1991 ukończył studia rolnicze na Akademii Rolniczej w Lublinie, 22 kwietnia 1998 obronił pracę doktorską Plonowanie i zachwaszczenie buraka cukrowego w zależności od okresu przebywania chwastów w łanie oraz poziomu agrotechniki, 24 lutego 2010 habilitował się na podstawie pracy zatytułowanej Studia nad plonowaniem jęczmienia jarego nagoziarnistego i oplewionego w płodozmianie i monokulturze.  22 marca 2018 uzyskał tytuł profesora nauk rolniczych.
Pracował w Centralnym Laboratorium Badawczym Uniwersytetu Przyrodniczego w Lublinie.
Został zatrudniony na stanowisku profesora nadzwyczajnego w Katedrze Ogólnej Uprawy Roli i Roślin na Wydziale Agrobioinżynierii Uniwersytetu Przyrodniczego w Lublinie.
Awansował na stanowisko profesora w Katedrze Herbologii i Technik Uprawy Roślin i prodziekana na Wydziale Agrobioinżynierii Uniwersytetu Przyrodniczego w Lublinie.